# Тит Флавий Сульпициан
Тит Фла́вий Кла́вдий Сульпициан (лат. Titus Flavius Claudius Sulpicius; казнён в 197 году) — древнеримский государственный деятель, отец Флавии Тицианы, супруги императора Пертинакса.

## Биография
Тит Флавий Сульпициан был отцом Флавии Тицианы, супруги военачальника Пертинакса. В 193 году после убийства императора Коммода его зять Пертинакс был провозглашён императором. В правление Пертинакса, которое продолжалось 87 дней, Флавий Сульпициан был назначен префектом Рима. 
Восставшие преторианцы ворвались во дворец Пертинакса и убили его, а затем обезглавили мёртвого императора и насадили его голову на копьё. После убийства императора Флавий Сульпициан пытался успокоить взбунтовавшихся солдат, чтобы снискать их поддержки и занять императорский трон. Сульпициан пытался подкупить преторианцев, но богатый римлянин Дидий Юлиан перебил торги, пообещав солдатам 6250 денариев, в то время как Сульпициан обещал им жалование в размере 5000 денариев. 
Солдаты провозгласили Дидия Юлиана императором, но согласно Диону Кассию причина была в том, что Юлиан предупреждал солдат, что Сульпициан, став императором, отомстит преторианцам за убийство Пертинакса. Сульципиан был казнён в правление императора Септимия Севера, его имя значится в списке 45 (или 55) убитых сенаторов.